# ContactOffice
ContactOffice est une suite de travail collaboratif (bureau virtuel, logiciel de groupe) accessible notamment au moyen d'un navigateur web, développée par l'éditeur ContactOffice Group. Elle est composée de différents outils (Messagerie web, calendrier, stockage de documents, gestionnaire de contacts, de tâches, de notes, de signets, etc.) intégrés les uns avec les autres.
Cette suite est disponible :
- en mode SaaS (Software as a service), hébergée sur la ferme de serveurs de l'éditeur ;
- en mode licence, une organisation pouvant déployer la suite logicielle au sein de sa propre infrastructure informatique.

En novembre 2010, l'éditeur de ContactOffice revendiquait un total de 450 000 utilisateurs.

## Caractéristiques
Le cœur de l'application est écrit en Java.
La nouvelle interface du bureau virtuel ContactOffice a été développée en AJAX, au moyen du Google Web Toolkit (GWT), et permet une expérience utilisateur proche de celle des clients lourds habituels (glisser-déposer, clic-droit, etc). Les composants de l'application sont téléchargés dans le cache du navigateur, les données étant stockées sur le serveur.

## Fonctionnalités

### Messagerie
ContactOffice comprend un Webmail, associé à un serveur SMTP, POP et IMAP.
Outre le Webmail, les emails sont accessibles via plupart des clients lourds (Mozilla Thunderbird, Outlook Express, etc.) via POP et/ou IMAP.
ContactOffice possède également un client POP et IMAP, permettant l'accès à des comptes de messagerie distants.

### Documents
ContactOffice permet le stockage de documents. Ceux-ci peuvent être gérés via l'interface Web et/ou le serveur WebDAV.
Par ailleurs, l'interface Web de ContactOffice possède un client WebDAV et SMB/CIFS, permettant l'accès à des fichiers distants.

### Calendrier
Celui-ci permet la saisie d'évènements ou de réunions (avec invitation), avec notifications par email et/ou SMS.
Via le protocole CalDAV, le calendrier de ContacOffice est accessible en lecture et en écriture via des logiciels tiers tels que iCal, Sunbird ou encore le calendrier iPhone (dès la version 3).

### Partage
Pour chaque outil, un utilisateur peut s'il le souhaite partager ses données avec d'autres utilisateurs, par exemple au sein d'un groupe, selon un système de droits fins (par exemple, accès en lecture seule à quelques fichiers d'un répertoire).
La plupart des outils offrent une vue sur les ajouts/modifications via feed RSS.

### Interopérabilité
Pour chaque outil, les données peuvent être importées ou exportées dans les formats ouverts correspondants (par exemple, vCal/iCal pour le calendrier).
Une API XML-RPC permet d'effectuer des opérations non-interactives sur un compte et les données qu'il contient.

### Synchronisation
Les contacts, calendriers, notes, et tâches sont synchronisables avec la plupart des gestionnaires d'informations personnelles, y compris BlackBerry et iPhone.

### Sécurité
En avril 2016, la possibilité de chiffrer et signer les emails sur base de la technologie OpenPGP est lancée.  Un nouveau service de messagerie sécurisée Mailfence est mis à disposition sur le site mailfence.com.

## Mode SaaS
ContactOffice est accessible en mode SaaS (Software as a Service), l'application étant ici hébergée sur l'infrastructure de l'éditeur. Les comptes créés sont gratuits, et peuvent être déclinés dans des formules payantes en fonction de la richesse de fonctionnalités proposée, de la volumétrie, ou de la personnalisation.

## Mode licence
La suite peut être déployée sur des infrastructures Linux ou Windows, et peut être interfacée de manière optionnelle avec des logiciels tiers tels que Apache (serveur Web), SpamAssassin (antispam), ClamAV (antivirus), etc. Pour l'authentification, elle peut entre autres s'appuyer sur un annuaire LDAP, ou un mécanisme d'authentification unique (Single Sign-On) comme CAS.
Enfin, ContactOffice s'intègre avec la plupart des socles d'espaces numériques de travail (ENT) utilisés en France dans le secondaire (K-d'école) ou dans le supérieur (Esup-Portail, K-Sup, etc.).

## Suites similaires
- Libre : Zimbra, eGroupware, etc.

- Propriétaire : YouSAAS Desk, Google Apps, Zoho, Shareflock, etc.